# المدرسة الأسدية (اليمن)
 المدرسة الأسدية  هي مؤسسة تعليمية بنيت في إب في اليمن وسميت بالأسدية نسبة لبانيها الأمير أسد الدين محمد بن بدر الدين بن رسول من ملوك الدولة الرسولية عام 1276 ميلادية 